# Håbo-Tibble kyrka

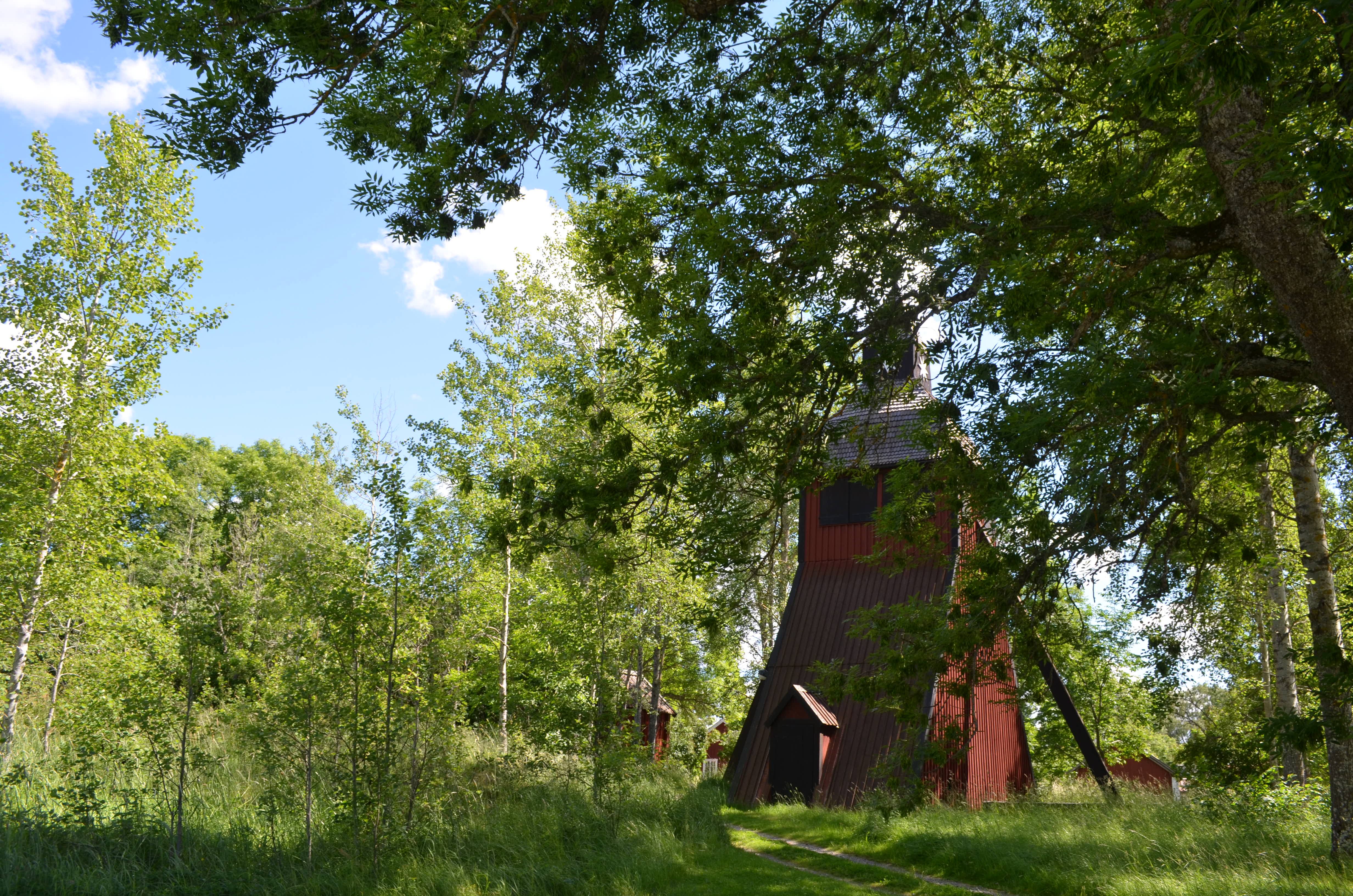
Håbo-Tibble kyrka klockstapel

Håbo-Tibble kyrka är en kyrkobyggnad som tillhör Bro församling i Uppsala stift. Fram till 2006 hörde kyrkan till Håbo-Tibble församling som därefter uppgick i Bro församling. Kyrkan är omgiven av en kyrkby och ligger vid den gamla häradsvägen mellan Stockholm och Skoklosters slott. I trakten finns runstenar försedda med korstecken, som vittnar om att kristendomen kom hit redan under 1000-talet.

## Kyrkobyggnaden
Kyrkan har en stomme av gråsten och består av ett rektangulärt långhus med sadeltak. I nordost finns en sakristia och i sydväst ett vapenhus. Vid långhusets västra kortsida finns ett vidbyggt begravningskapell. Invändigt är kyrkan täckt av medeltida kalkmålningar. Vissa av dessa tyder på samröre med Albertus Pictors målarskola under 1400-talet.

### Tillkomst och medeltida ombyggnader
Koret är kyrkans äldsta del och byggdes av gråsten vid slutet av 1100-talet. Från början var koret ett kapell, förmodligen uppfört på privat initiativ. Kapellets södra vägg hade två rundbågiga fönster och spår av dessa finns kvar på innerväggen. Ännu ett fönster fanns i öster. Inget valv hade ännu byggts så kyrkorummet hade antingen plant trätak eller öppen takstol. Nuvarande långhus tillkom under första hälften av 1200-talet och ersatte möjligen ett långhus av trä. Senare under samma sekel moderniserades koret och ursprungliga gavelröstet av gråsten ersattes med nuvarande gavelröste av tegel med blinderingar. Samtidigt försågs koret med tegelvalv och sakristian vid korets norra sida uppfördes. Sakristians uppgift var att skydda kyrkans ägodelar, vilket dess kraftiga tunnvalv vittnar om. Vid mitten av 1400-talet försågs kyrkorummet med tegelvalv och vid slutet av samma sekel försågs väggar och tak med kalkmålningar. Vapenhuset uppfördes vid slutet av medeltiden och försågs med tegelvalv.

### Senare ombyggnader
En omfattande restaurering genomfördes 1759 under ledning av murmästarna Petter och Eric Roos. Korets väggar höjdes så att dess tak fick samma höjd som långhusets tak. Fönstren förstorades något, golven lades om, ytterväggarna rappades och kyrkorummets målningar kalkades över. Troligen var det då som triumfbågen mellan långhuset och koret vidgades. En stor ombyggnad ägde rum 1797 under ledning av byggmästare Neosander. Ett förrum i väster byggdes av korsvirke med tegelfyllnad, ovanpå en hög stenfot. Vid förrummets västra sida byggdes en trappa av gotländsk sten. Förrummet fick två våningar så att man därifrån kunde nå läktaren. Samtidigt murades södra ingången igen och vapenhuset i söder omvandlades till gravkapell. Ännu ett fönster togs upp på norra långväggen, väster om ett fönster som hade tagits upp 1697. En grundlig restaurering genomfördes 1915-1916 under ledning av Sigurd Curman. Vapenhuset i söder som varit gravkapell återställdes till vapenhus och dess södra ingång öppnades upp igen. Västra förrummet som varit vapenhus inreddes till gravkapell och dess övre våning avlägsnades. Kapellets innertak försågs med tunnvalv av trä och i dörröppningen mot kyrkan murades en absid som försågs med altare. Tunnvalvet och absiden fick målningar utförda av Filip Månsson. Ytterväggarna rappades och kyrkorummets kalkmålningar togs fram. 1938 putsades kyrkan om. 1947 installerades elektrisk uppvärmning.

## Inventarier
- En cuppa till en dopfunt är av gotländsk sandsten och härstammar troligen från början av 1200-talet. Sedan 1954 står cuppan på en dopfuntsfot hämtad från Håtuna kyrka som möjligen kan vara den ursprungliga foten.
- Tre skulpturer från medeltiden kommer från ett försvunnet altarskåp. Figurerna är från omkring år 1450 och föreställer: en apostel med bokpåse, Johannes med kalk samt en apostel som möjligen är Paulus.
- Predikstolen är inköpt 1706 från Stockholm. Korgens sidor har rektangulära nischer med varsin skulptur. Skulpturerna föreställer de fyra evangelisterna samt en apostel från 1400-talet. Ljudtaket kröns med en stjärnbeströdd glob och ovanpå globen ett lamm vilande på en bok med sju insegel.
- I koret står ett senmedeltida sakramentskåp av ek med järnbeslag.
- Ett nattvardskärl av förgyllt silver har nod och sexpassformad fot från senare delen av 1400-talet. Cuppan är tillverkad 1770. Tillhörande paten är samtida med nattvardskärlets fot.
- Tre ljuskronor är av klockmetall. Äldsta ljuskronan med åtta armar skänktes till kyrkan 1670. En ljuskrona med tolv armar i två kransar köptes in 1681. En åttaarmad ljuskrona är enligt ett inventarium från 1731 skänkt från Svarsta.
- Ett antal fragment av en senmedeltida helgonkrona påträffades i skolhusets vind. Helgonkronan är av förgyllt silver och deponerades 1953 på Historiska museet. Kyrkan fick en rekonstruerad kopia av helgonkronan.
- En mässhake av sammet, med granatäpplemönster och på ryggen ett kors av vävt guldband, är från medeltiden. Två mässhakar är av svart sammet. Ena av dessa har guldbroderier och IHS på framsidan och skaffades in 1793. Andra har silverornering och köptes in 1866.
- Nuvarande orgel är byggd 1970 av Åkerman & Lund Orgelbyggeri. Ursprungliga orgeln var byggd 1835 av Pehr Zacharias Strand och ombyggd 1941 av Åkerman & Lund.

## Kyrkogård och klockstapel
Omgivande kyrkogård har utvidgats flera gånger. 1796-1797 skedde en utvidgning åt väster och under 1840-talet gjordes utvidgningar åt söder och öster. Kyrkogården var från början grund och man stötte ofta på berg. Under 1700-talet gjordes påfyllningar så att gravarna fick ett lagenligt djup på minst tre alnar. En kallmur av gråsten omger kyrkogården.
På en bergklack strax söder om kyrkogården står klockstapeln vars stomme är från 1704. Stapeln är rödfärgad, täcks av ett svarttjärat spåntak och kröns av en vindflöjel formad som ett drakhuvud. Flöjeln bär årtalet 1787, vilket är det år när stapeln reparerades. I stapeln hänger två kyrkklockor. Storklockan är omgjuten 1907 av Johan A. Beckman & Co och lillklockan är gjuten 1794 av Gerhardt Meyer i Stockholm.

## Bildgalleri

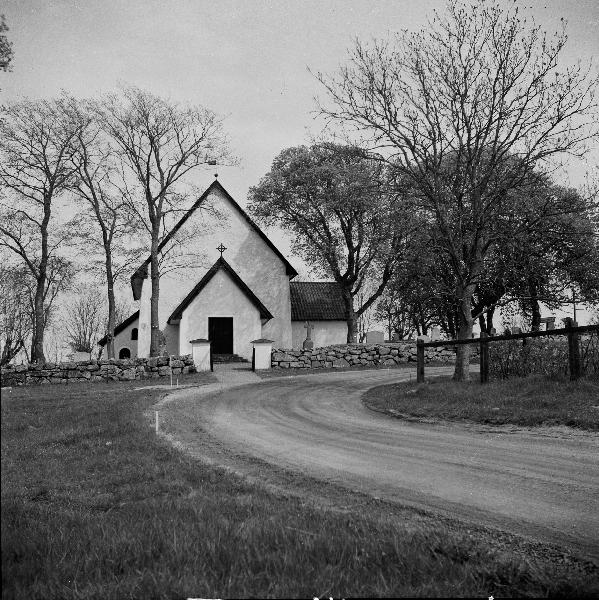
Kyrkan mot väster, 1951.
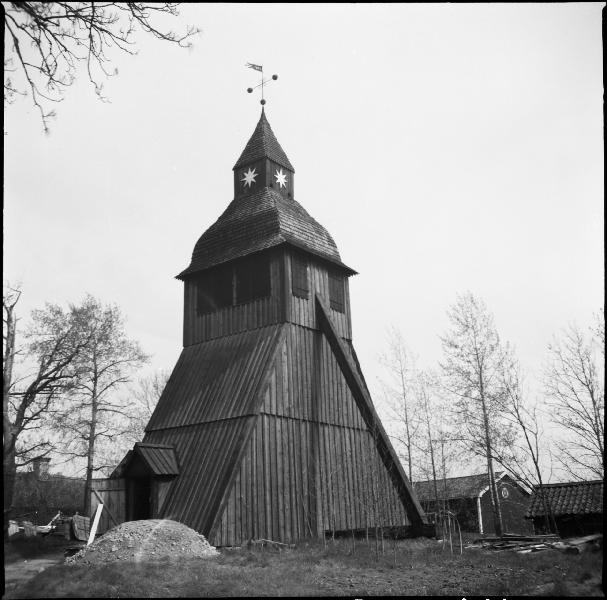
Klockstapel vid Håbo-Tibble kyrka, 1951.
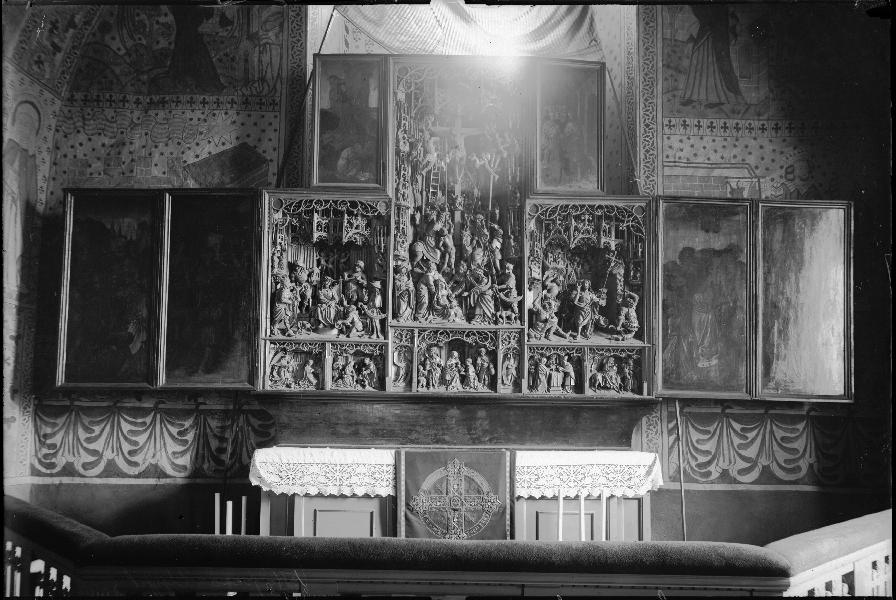
Interiör, 1914.

### Webbkällor
- Upplandia.se - En site om Uppland
- Stockholms läns museum
- Bro församling
- Orgelanders